# 畠山和洋
畠山 和洋（はたけやま かずひろ、1982年〈昭和57年〉9月13日 - ）は、岩手県花巻市出身の元プロ野球選手（内野手・外野手、右投右打）、コーチ。

## 経歴

### プロ入り前
小学校から野球を始め、4年時には地元の少年団チームに加入した。当時は野球だけでなくバスケットボールなど他のスポーツも楽しんでいた。進学した中学校にはバスケ部が無かったため、野球に集中する。ずば抜けた飛距離の打撃で活躍したが、フォームは我流であった。中学3年の時に県大会で優勝している。その後、実兄がエースを務めており、1972年に実父も投手として所属し選抜出場を果たしている、専修大学北上高等学校に進学した。1年から三塁のレギュラーに定着し、打撃フォーム矯正にも成功した。
1998年の第80回全国高等学校野球選手権大会では、如水館との1回戦で、雨天コールドによる引き分け再試合を含む2試合に5番三塁で先発出場。計7打数6安打3打点と活躍するが、チームは再試合で敗退した。2000年の第82回全国高等学校野球選手権大会は一回戦で森岡良介を擁する明徳義塾と対戦し敗退。自身も4打数無安打であった。1年後輩には梶本勇介が在籍していた。当時は2年生の梶本がエースで4番を務めており、畠山は3番三塁での出場であった。
2000年、プロ野球ドラフト会議で、ヤクルトスワローズから5巡目指名を受けて契約。

### ヤクルト時代
2001年、ルーキーイヤーの年にヤクルトはリーグ優勝、日本シリーズを制覇したが一軍出場はなかった。
2002年に19本塁打・56打点でイースタン・リーグの本塁打王・打点王の二冠を獲得したが、打率.259、72三振と確実性を欠いた。また、19失策を喫した。
2004年8月にアレックス・ラミレスと入れ代わって一軍に初昇格し、8月6日の対横浜ベイスターズ戦で初出場、10月7日の対読売ジャイアンツ戦で、高橋尚成からプロ初安打を放った。
2005年8月19日に古田敦也と入れ代わって昇格し、その日の阪神タイガース戦（明治神宮野球場）で代打出場すると、藤田太陽からプロ初本塁打を放った。
2006年は二軍で過ごす時期が長く、二軍では打率.313・7本塁打・101安打で最多安打を獲得し、外野手としても45試合に出場した。
2008年は開幕を二軍で迎えたが、川島慶三の故障やアダム・リグスの不振もあって4月8日に昇格すると、4月15日の対横浜戦で本塁打を放ち、5月18日の対阪神戦ではアーロン・ガイエルに代わって初めて4番・三塁手で出場し、シーズン終盤まで4番打者として出場。最終的に121試合に出場し、自己最多の9本塁打・58打点という成績を残した。打率も.279を記録し、プロ入り初の規定打席到達を果たした。好球を待って右方向に流す安打が多く、53四球はチーム最多（セ・リーグ7位）だったが、守備では三塁手として6失策、一塁手として5失策を喫し、4番打者ながら試合終盤には代走や守備固めによって交代したケースも多かった。オフに、2300万円増となる推定年俸3200万円で契約を更改した。
2009年に、ジェイミー・デントナの加入により、開幕直後は主に代打での出場となり、8月にはデントナと宮本慎也の離脱によってスタメン出場の機会が巡ってきたが、打率.236・4本塁打・19打点、得点圏打率は.172と、前年よりも成績を落とした。オフに、400万円減となる推定年俸2800万円で契約を更改した。同年8月には入籍。
2010年も当初は代打起用が大半だったが、デントナの不振によって6月下旬からスタメン起用が増え、93試合出場ながら自己最多の14本塁打を記録し、出塁率.380・長打率.551と結果を残した。オフに、1300万円増となる推定年俸4100万円で契約を更改した。
2011年は開幕スタメンこそ逃したが、ジョシュ・ホワイトセルの怪我で4番で初スタメンとなった試合で2本塁打の活躍。その後は4番として一塁手とホワイトセル出場時は左翼として出場し、オールスターゲームにファン投票で選出。自身初の選出となった。7月22日、第1戦の5回に武田勝から勝ち越しの3点本塁打を打ちMVPを獲得した。後半戦は終盤に調子を落としたが、それでもシーズンを通してチームの4番として、リーグ2位の23本塁打、リーグ3位となる85打点、さらにリーグトップの78四球を記録した。初めて1年間登録抹消されずにシーズンを送った。オフに、5600万円増となる推定年俸9700万円で契約を更改した。
2012年は開幕から調子が上がらず、4番を外され下位打線で起用されることもあったが、オールスターゲームには監督推薦で選出され、2年連続の出場を果たす。地元・岩手県営野球場で初の球宴開催となった7月23日の第3戦では、全セ・4番でスタメン出場。4回に塩見貴洋からソロ本塁打を放つなど、4打数2安打1打点を記録し、敢闘選手賞を獲得した。オフに、1200万円減となる推定年俸8500万円で契約を更改した。
2013年、5月17日の対千葉ロッテマリーンズ戦で、松永昂大から球団初となる逆転サヨナラ満塁本塁打を放つ。しかし結局打率は2割前半から上がらず、8月末に二軍落ち、9月には戸田球場での守備練習中に左脇腹を痛めて戦線を離脱することになり、残りのシーズンを棒に振った。オフに、2100万円減となる推定年俸6400万円で契約を更改した。
2014年6月8日の埼玉西武ライオンズ戦で走塁中に左足を痛めて途中交代、病院で診察を受けた結果「左大腿二頭筋肉離れ」で全治4週間と診断され、7月29日の阪神戦で復帰し、復帰後初打席初安打が決勝適時打になる。同年シーズンは、最終的には本塁打17、リーグ7位となる79打点、規定打席にも到達し、自己最高となるリーグ8位の打率.310を記録した（規定3割は初）。得点圏打率はリーグ2位の.402を記録し、ここ一番での勝負強さも発揮した。オフに、2600万円増となる推定年俸9000万円で契約を更改した。
2015年、4月26日の巨人戦（神宮球場）でプロ野球史上273人目の通算100本塁打を達成。同年はキャリアハイの26本塁打、チーム日本人最多記録となる打点105を記録し打点王のタイトルを獲得。優勝を果たしたヤクルト打線を牽引した。オフに、年俸変動制の3年契約を結び、推定年俸は4000万円増の1億3000万円となった。
2016年4月に入り背中の張りを訴えて一時離脱、6月に左有鈎骨の骨挫傷と診断され、以前から傷めていた右アキレス腱の状態の悪化もあり、離脱のままシーズンを終える。オフに、現状維持となる推定年俸1億3000万円で契約を更改した。
2017年、4月4日の阪神戦で、藤浪晋太郎より左肩付近に死球を受けた。怒りが鎮まらぬ畠山は藤浪に詰め寄り、両軍入り乱れる乱闘となった。4月中旬に左脹脛の負傷で離脱し、出場15試合でシーズンを終えた。オフに、2000万円減の推定年俸1億1000万円で契約を更改し、「自分の衰えを含め、悔しいというか悲しい」とコメントした。
2018年は開幕を一軍で迎える。1度登録抹消されるも5月からシーズン終了までは一軍に帯同していたが、坂口智隆が一塁のレギュラーに定着したためスタメン出場は少なく、代打での出番が増えた。75試合の出場で打率.248、5本塁打、27打点だった。3年契約が完了し、オフに減額制限を超える7000万円減の推定年俸4000万円で契約を更改した。
2019年は9月の時点で一軍の出場がなく、同年限りでの現役引退を決断。引退試合は館山昌平と共に9月21日の本拠地神宮球場での中日戦になり、6回裏にウラディミール・バレンティンの代打で出場、柳裕也から右前安打を放ち代走に中山翔太が送られベンチに下がり現役生活を終えた。12月2日に自由契約公示された。

### 現役引退後
引退会見では今後について指導者として関わりたい意向を示し、10月29日、同じく同年で現役を引退した大松尚逸とともに2020年からヤクルト二軍打撃コーチに就任することが発表された。12月5日にはSHIBAURA HOUSEにて、現役引退とコーチ就任を記念したトークショーが開催された。
以降は一貫して二軍打撃コーチを務めていたが、2024年6月27日にシーズン中ながら「一身上の都合」により同30日限りで退団することが発表され、コーチ登録は27日付で抹消された。『日刊ゲンダイDIGITAL』はコーチ退任に際し球界内外からの多額の借金の影響を指摘し、現役時代の酒浸りや練習サボりなどの素行不良についても触れているが、実際のところは不明である。
2025年1月24日、茨城アストロプラネッツ傘下の車いすソフトボールチームの打撃コーチ就任が発表された。

## 選手としての特徴
2008年に刊行された書籍に、チームトップクラスの長打力を持ち味とする旨の記載が見られる。2008年から2011年までにかけての通算の対右打率.260に対し対左打率.301と左投手に強く、2011年には本塁打の8割以上を左方向に運んだが、外角球を右方向に飛ばす打撃も持ち味とし、2011年には2ストライクに追い込まれてからは右方向に運ぶなどカウントに応じた打撃も上達させた。8打席に1つ近い割合で四球を選べる選球眼も持ち、2010年には打率.313を残すなどボールゾーンの球にも対応できる。
クラウチングスタイルのような身体を深く沈めるフォームで、安定感に欠けるため緩急や変化球に弱く、内角球の対応にも弱点を抱えていた。リーグ2位のOPS.834を記録した2011年にはホームベース方向に身体をかがめてバットを構えてゆっくりと左膝を上げ、そこから爪先をピンと伸ばしてタイミングを計りバットを振り出す独特なフォームに取り組み、2010年までは速球に合わせて緩い球に対応するためのシンプルな待ち方をしていたが、2011年からは早めにトップを作ると同時に左足を上げてゆっくりステップする待ち方に変えたため、ボールを長く見ることができるようになったという。
一塁ベースから遠い右打者ということもあり、走塁面では一塁到達4.4秒台と平均を下回る。守備では主に一塁手と三塁手で起用される他、左翼手で起用されたこともあるが、2010年には左翼守備では平均を下まわる守備得点を記録した。

## 人物
- 愛称は「Boo（ブー）」「ハタケ」。
- 若い頃は、練習を抜け出してパチンコに夢中になる「不良選手」だった。畠山は当時の自分について「練習をサボることしか頭になかった。例えば『1時間打て』と言われたら10分だけ打って、あとの50分は風呂に入ってました。」と振り返っており、荒井幸雄二軍打撃コーチ（当時）は「コーチをした中で、私が手を挙げたのは彼だけです」と述べている[45]。遅刻とサボリの常習犯であったために、「戸田の問題児」とまで言われた[29]。さらに、年俸1億円を超えてからも、なにかとギャンブルや金銭にまつわるウワサが絶えなかった[46]。
- トレードマークはひげ。2012年の納会の際に、野村克也から「エース、4番という中心選手は実力もさることながら、人間的にも模範にならなければチームは強くならない。小川（淳司）監督に『畠山を見習え』と言われる存在にならないとダメ」と名指しで激励され、その中で「ひげをそれ」と言われたことで2013年のキャンプイン直前に一度ひげを剃り落としたことがある。しかし、その後は「そったら、自分が誰なのか、（ファンの人は）わからなくなる」と再度ひげを伸ばし始めている[47]。
- 太り気味の体型やひげを蓄えた風貌から、熊系としてオネエ界隈での人気は高く、2015年、シーズン中に本塁打と打点の二冠だったにもかかわらずオールスターに選出されなかった際には、週プレNEWSで界隈が激怒している記事が取り扱われた[48]。

## 詳細情報

### 年度別打撃成績
| 年 度      | 球 団      | 試 合 | 打 席 | 打 数 | 得 点 | 安 打 | 二 塁 打 | 三 塁 打 | 本 塁 打 | 塁 打 | 打 点 | 盗 塁 | 盗 塁 死 | 犠 打 | 犠 飛 | 四 球 | 敬 遠 | 死 球 | 三 振 | 併 殺 打 | 打 率 | 出 塁 率 | 長 打 率 | O P S |
| ---------- | ---------- | ----- | ----- | ----- | ----- | ----- | -------- | -------- | -------- | ----- | ----- | ----- | -------- | ----- | ----- | ----- | ----- | ----- | ----- | -------- | ----- | -------- | -------- | ----- |
| 2004       | ヤクルト   | 4     | 9     | 8     | 0     | 1     | 0        | 0        | 0        | 1     | 0     | 0     | 0        | 0     | 0     | 1     | 0     | 0     | 0     | 0        | .125  | .222     | .125     | .347  |
| 2005       | ヤクルト   | 11    | 13    | 11    | 1     | 2     | 0        | 0        | 1        | 5     | 2     | 0     | 0        | 0     | 0     | 2     | 0     | 0     | 5     | 0        | .182  | .308     | .455     | .762  |
| 2006       | ヤクルト   | 7     | 7     | 6     | 0     | 0     | 0        | 0        | 0        | 0     | 0     | 0     | 0        | 0     | 0     | 1     | 0     | 0     | 3     | 0        | .000  | .143     | .000     | .143  |
| 2007       | ヤクルト   | 37    | 88    | 75    | 4     | 17    | 2        | 0        | 1        | 22    | 7     | 0     | 1        | 2     | 0     | 10    | 0     | 1     | 20    | 2        | .227  | .326     | .293     | .619  |
| 2008       | ヤクルト   | 121   | 479   | 416   | 43    | 116   | 22       | 2        | 9        | 169   | 58    | 2     | 1        | 1     | 4     | 53    | 2     | 5     | 84    | 11       | .279  | .364     | .406     | .770  |
| 2009       | ヤクルト   | 85    | 214   | 182   | 14    | 43    | 8        | 1        | 4        | 65    | 19    | 0     | 1        | 1     | 4     | 27    | 0     | 0     | 31    | 7        | .236  | .329     | .357     | .686  |
| 2010       | ヤクルト   | 93    | 280   | 243   | 38    | 73    | 17       | 1        | 14       | 134   | 57    | 0     | 0        | 1     | 3     | 28    | 1     | 5     | 38    | 7        | .300  | .380     | .551     | .931  |
| 2011       | ヤクルト   | 142   | 583   | 494   | 66    | 133   | 24       | 1        | 23       | 228   | 85    | 1     | 0        | 1     | 4     | 78    | 5     | 6     | 94    | 10       | .269  | .373     | .462     | .834  |
| 2012       | ヤクルト   | 121   | 497   | 455   | 49    | 121   | 21       | 1        | 13       | 183   | 55    | 2     | 1        | 1     | 2     | 37    | 0     | 2     | 64    | 13       | .266  | .323     | .402     | .725  |
| 2013       | ヤクルト   | 99    | 393   | 360   | 28    | 79    | 18       | 0        | 12       | 133   | 51    | 0     | 0        | 2     | 1     | 30    | 1     | 0     | 69    | 10       | .219  | .279     | .369     | .648  |
| 2014       | ヤクルト   | 113   | 464   | 422   | 52    | 131   | 19       | 1        | 17       | 203   | 79    | 2     | 0        | 1     | 3     | 36    | 1     | 2     | 54    | 17       | .310  | .365     | .481     | .846  |
| 2015       | ヤクルト   | 137   | 584   | 512   | 64    | 137   | 26       | 0        | 26       | 241   | 105   | 0     | 0        | 0     | 8     | 62    | 0     | 2     | 92    | 10       | .268  | .344     | .471     | .815  |
| 2016       | ヤクルト   | 45    | 190   | 163   | 15    | 40    | 10       | 0        | 1        | 53    | 18    | 0     | 1        | 0     | 0     | 26    | 0     | 1     | 24    | 6        | .245  | .353     | .325     | .678  |
| 2017       | ヤクルト   | 15    | 62    | 52    | 6     | 11    | 3        | 0        | 2        | 20    | 4     | 0     | 0        | 0     | 0     | 8     | 0     | 2     | 13    | 2        | .212  | .339     | .385     | .723  |
| 2018       | ヤクルト   | 75    | 155   | 129   | 9     | 32    | 6        | 0        | 5        | 53    | 27    | 0     | 0        | 0     | 0     | 26    | 1     | 0     | 23    | 4        | .248  | .374     | .411     | .785  |
| 2019       | ヤクルト   | 1     | 1     | 1     | 0     | 1     | 0        | 0        | 0        | 1     | 0     | 0     | 0        | 0     | 0     | 0     | 0     | 0     | 0     | 0        | 1.000 | 1.000    | 1.000    | 2.000 |
| 通算：16年 | 通算：16年 | 1106  | 4019  | 3529  | 389   | 937   | 176      | 7        | 128      | 1511  | 567   | 7     | 5        | 10    | 29    | 425   | 11    | 26    | 614   | 99       | .266  | .346     | .428     | .774  |

- 各年度の太字はリーグ最高

### 年度別守備成績
| 年 度 | 球 団    | 一塁  | 一塁  | 一塁  | 一塁  | 一塁  | 一塁     | 三塁  | 三塁  | 三塁  | 三塁  | 三塁  | 三塁     | 外野  | 外野  | 外野  | 外野  | 外野  | 外野     |
| 年 度 | 球 団    | 試 合 | 刺 殺 | 補 殺 | 失 策 | 併 殺 | 守 備 率 | 試 合 | 刺 殺 | 補 殺 | 失 策 | 併 殺 | 守 備 率 | 試 合 | 刺 殺 | 補 殺 | 失 策 | 併 殺 | 守 備 率 |
| ----- | -------- | ----- | ----- | ----- | ----- | ----- | -------- | ----- | ----- | ----- | ----- | ----- | -------- | ----- | ----- | ----- | ----- | ----- | -------- |
| 2004  | ヤクルト | 2     | 13    | 0     | 0     | 1     | 1.000    | -     | -     | -     | -     | -     | -        | -     | -     | -     | -     | -     | -        |
| 2005  | ヤクルト | 2     | 7     | 0     | 0     | 0     | 1.000    | 2     | 0     | 0     | 0     | 0     | -        | -     | -     | -     | -     | -     | -        |
| 2007  | ヤクルト | 15    | 101   | 9     | 0     | 2     | 1.000    | 11    | 5     | 17    | 2     | 0     | .917     | -     | -     | -     | -     | -     | -        |
| 2008  | ヤクルト | 88    | 666   | 46    | 5     | 42    | .993     | 24    | 12    | 34    | 6     | 6     | .885     | -     | -     | -     | -     | -     | -        |
| 2009  | ヤクルト | 35    | 175   | 15    | 2     | 11    | .990     | 30    | 15    | 40    | 3     | 3     | .948     | -     | -     | -     | -     | -     | -        |
| 2010  | ヤクルト | 15    | 54    | 6     | 1     | 2     | .984     | 16    | 6     | 15    | 2     | 0     | .913     | 48    | 51    | 2     | 0     | 0     | 1.000    |
| 2011  | ヤクルト | 111   | 635   | 50    | 4     | 54    | .994     | 3     | 7     | 5     | 0     | 1     | 1.000    | 62    | 84    | 3     | 2     | 0     | .978     |
| 2012  | ヤクルト | 121   | 1006  | 77    | 7     | 94    | .994     | -     | -     | -     | -     | -     | -        | -     | -     | -     | -     | -     | -        |
| 2013  | ヤクルト | 97    | 781   | 55    | 4     | 57    | .995     | -     | -     | -     | -     | -     | -        | -     | -     | -     | -     | -     | -        |
| 2014  | ヤクルト | 111   | 902   | 58    | 2     | 83    | .998     | -     | -     | -     | -     | -     | -        | -     | -     | -     | -     | -     | -        |
| 2015  | ヤクルト | 136   | 1171  | 104   | 11    | 105   | .991     | -     | -     | -     | -     | -     | -        | -     | -     | -     | -     | -     | -        |
| 2016  | ヤクルト | 45    | 373   | 33    | 1     | 22    | .998     | -     | -     | -     | -     | -     | -        | -     | -     | -     | -     | -     | -        |
| 2017  | ヤクルト | 15    | 116   | 13    | 1     | 5     | .992     | -     | -     | -     | -     | -     | -        | -     | -     | -     | -     | -     | -        |
| 2018  | ヤクルト | 35    | 237   | 20    | 1     | 15    | .996     | -     | -     | -     | -     | -     | -        | -     | -     | -     | -     | -     | -        |
| 通算  | 通算     | 828   | 6237  | 486   | 39    | 493   | .994     | 86    | 45    | 111   | 13    | 10    | .923     | 110   | 135   | 5     | 2     | 0     | .986     |

- 各年度の太字はリーグ最高
- 太字年はゴールデングラブ賞受賞

### タイトル
- 打点王：1回（2015年）

### 表彰
- ベストナイン：1回（一塁手部門：2015年）
- ゴールデングラブ賞：2回（一塁手部門：2012年、2015年）
- 月間MVP：1回（野手部門：2015年6月）
- JA全農Go・Go賞：1回（最多二・三塁打賞：2010年8月）
- 月間サヨナラ賞：1回（2013年5月）
- オールスターゲームMVP：1回（2011年第1戦）
- オールスターゲーム敢闘選手賞：1回（2012年第3戦）
- セ・パ交流戦 日本生命賞：1回（2015年）
- 燕市年間最多ヒーロー賞：1回（2011年[49][50]）

### 記録
初記録
- 初出場：2004年8月6日、対横浜ベイスターズ18回戦（平塚球場）、6回表に石川雅規の代打で出場
- 初打席：同上、6回表に土肥義弘から右飛
- 初先発出場：2004年10月6日、対阪神タイガース28回戦（明治神宮野球場）、8番・一塁手で先発出場
- 初安打：2004年10月7日、対読売ジャイアンツ28回戦（明治神宮野球場）、6回裏に高橋尚成から中前安打
- 初本塁打・初打点・初得点：2005年8月19日、対阪神タイガース15回戦（明治神宮野球場）、7回裏に河端龍の代打として出場、太陽から左越ソロ
- 初盗塁：2008年8月30日、対横浜ベイスターズ19回戦（横浜スタジアム）、1回表に二盗（投手：小林太志、捕手：相川亮二）

節目の記録
- 100本塁打：2015年4月26日、対読売ジャイアンツ6回戦（明治神宮野球場）、5回裏に高木勇人から左越ソロ ※史上273人目
- 1000試合出場：2016年5月25日、対阪神タイガース10回戦（明治神宮野球場）、6番・一塁手で先発出場 ※史上476人目[51]

その他記録
- オールスターゲーム出場：2回（2011年、2012年）

### 背番号
- 33（2001年 - 2019年）
- 85（2020年 - 2024年6月）

### 打席登場曲
- 『黄金魂』湘南乃風 - 打席に入る際には応援団が歌詞に合わせて「ハ・タ・ケ！」のコールを入れていた。